# Brachyglanis phalacra
Brachyglanis phalacra är en fiskart som beskrevs av Eigenmann 1912. Brachyglanis phalacra ingår i släktet Brachyglanis och familjen Heptapteridae. Inga underarter finns listade.